# Speciale Champions League
Speciale Champions League è stato un programma televisivo italiano che è stato trasmesso dal 2012 in seconda serata a rotazione su Canale 5, Italia 1 e Rete 4, sostituito poi nel 2020 da Champions League LIVE.
Ogni puntata durava circa 90 minuti e trasmetteva la sintesi delle gare della massima competizione calcistica europea per club. In onda il martedì e il mercoledì in seconda serata dal 22 agosto 2012, la scaletta della trasmissione comprendeva analisi, valutazioni tecniche e sintesi delle partite della UEFA Champions League. La conduzione era affidata ad Alberto Brandi, con la partecipazione in veste di opinionisti in studio di Maurizio Pistocchi e Roberto Bettega.

## Conduttori
- Alberto Brandi
- Marco Foroni (fino al 2015)